# Franklin Hobbs
Franklin Hobbs, né le 30 juillet 1947 à Manchester (Massachusetts), est un rameur d'aviron américain. 

## Carrière
Franklin Hobbs participe aux Jeux olympiques de 1972 à Munich et remporte la médaille d'argent avec le huit américain composé de Lawrence Terry, Peter Raymond, Timothy Mickelson, Eugene Clapp, William Hobbs, Cleve Livingston, Michael Livingston et Paul Hoffman.